# Mont Royal (Montreal)
Der Mont Royal (englisch: Mount Royal) ist ein markanter Höhenzug auf der Île de Montréal im Südwesten der kanadischen Provinz Québec und zugleich eine bedeutende Landmarke inmitten der Stadt Montreal. Er ist Namensgeber der Stadt und einer von neun Erhebungen der Montérégie-Hügel (abgeleitet vom lateinischen Mons Regius). Diese prägen das Flachland zwischen den Appalachen und den Laurentinischen Bergen. Der Höhenzug umfasst drei Gipfel: den eigentlichen Mont Royal (auch Colline de la Croix genannt) mit 233 m, Colline d’Outremont mit 211 m und Westmount mit 201 m.

## Geologie
Entgegen der weit verbreiteten Meinung ist der Mont Royal kein erloschener Vulkan, er entstand aber gleichwohl durch vulkanische Aktivität. Es handelt sich um den Überrest eines stark erodierten Vulkankomplexes, der vor 125 Millionen Jahren aktiv war. Der Höhenzug entstand zusammen mit den übrigen Montérégie-Hügeln, als sich die Nordamerikanische Platte westwärts über den Neuengland-Hotspot schob. Durch einen als Intrusion bezeichneten Vorgang drang Magma in das darunter liegende Sedimentgestein ein. Der Mont Royal besteht überwiegend aus Gabbro, das aus Pyroxenen, Olivinen und Plagioklas-Feldspaten zusammengesetzt ist. Während und nach der Hauptphase der Intrusion drangen Dykes und Lagergänge in den Gabbro ein. Anschließend erodierte das umgebende weichere Sedimentgestein, wodurch das widerstandsfähige magmatische Gestein stehenblieb. Das in Montreal gefundene Mineral Montroyalit ist nach dem Höhenzug benannt.

## Geschichte
Der erste Europäer, der den Berg bestieg, war der französische Seefahrer Jacques Cartier. Nachdem er Hochelaga, ein Dorf der Sankt-Lorenz-Irokesen entdeckt hatte, wurde er von den Bewohnern hinaufgeführt und benannte den Hügel nach seinem Gönner, König François I. In seinem Tagebuch schrieb er:

« Et au parmy d’icelles champaignes, est scituée et assise ladicte ville de Hochelaga, près et joignant une montaigne … Nous nommasmes icelle montaigne le mont Royal. »

„Und mitten unter diesen Feldern befindet sich und liegt die genannte Stadt Hochelaga, nahe bei einem Berg … Wir nannten diesen Berg den königlichen Berg.“

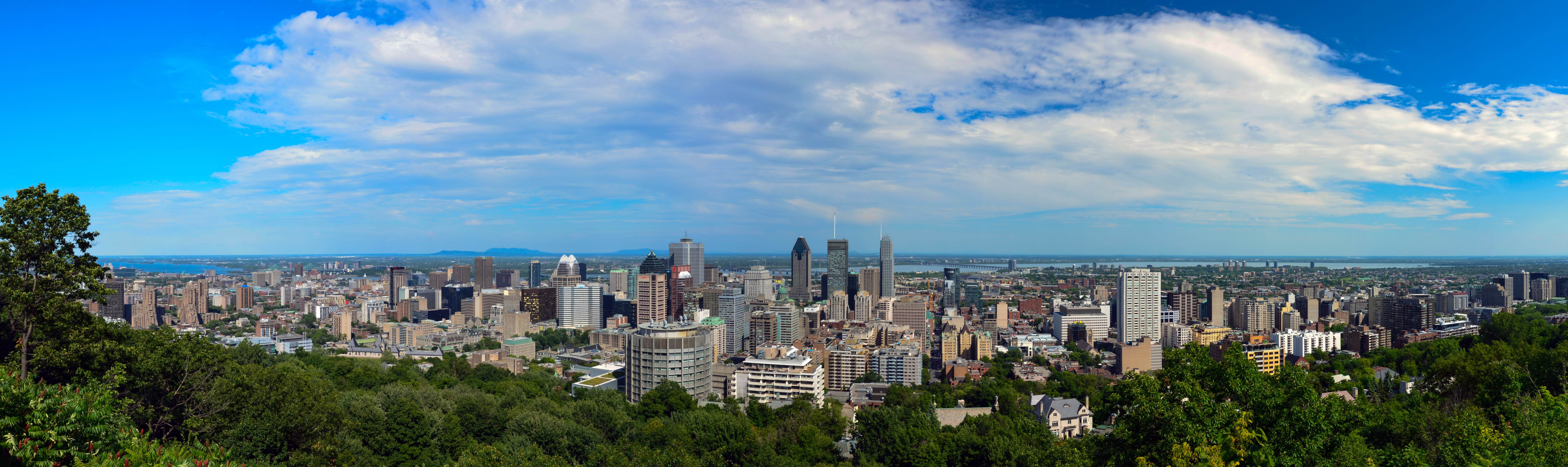
Blick vom Mont Royal (Montreal)

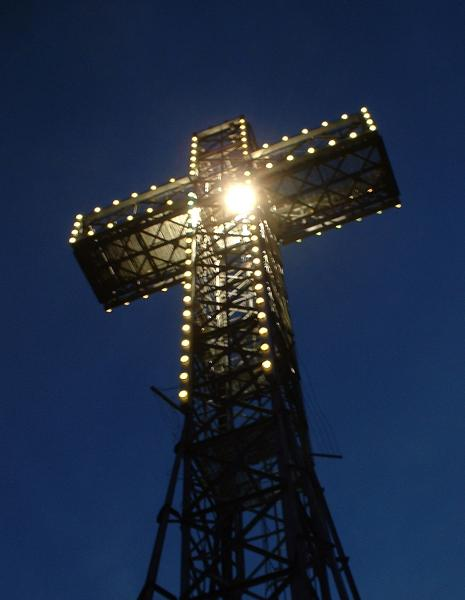
Mont-Royal-Kreuz

Der Stadtname Montreal leitet sich von Monte Real ab, einer italienischen Bezeichnung, die der venezianische Kartograf Giovan Battista Ramusio auf seiner 1556 erschienenen Darstellung von Hochelaga für den Höhenzug verwendete.
Das erste christliche Kreuz aus Holz errichtete der Stadtgründer Paul Chomedey de Maisonneuve im Jahr 1642 auf der Südseite des Gipfels. Heutzutage steht auf dem Gipfel das 31,4 Meter hohe stählerne Mont-Royal-Kreuz aus dem Jahr 1924, das in unterschiedlichen Farben auffällig beleuchtet wird. Unweit des Gipfelkreuzes steht der Sendeturm Mont Royal, der eine Höhe von 63 Metern erreicht.
Von 1884 bis 1918 verkehrte eine Standseilbahn von der Avenue Duluth hinauf zum Hauptgipfel, die Funiculaire du Mont Royal. Zwischen 1914 und 1918 entstand im Auftrag der Canadian Northern Railway, einer Vorgängergesellschaft der Canadian National Railway, der 4,8 Kilometer lange Mont-Royal-Tunnel, der einen direkteren Zugang zum Montrealer Hauptbahnhof ermöglicht. Er wurde bis Ende 2020 von den exo-Vorortsbahnlinien nach Deux-Montagnes und Mascouche genutzt, ab 2023 werden Züge des Réseau express métropolitain verkehren. Seit den 1970er Jahren beschränkt die Bauordnung der Stadt Montreal die Höhe von Neubauten auf eine Meereshöhe von 233 Metern, damit der Mont Royal erkennbar bleibt.

## Parks und Friedhöfe

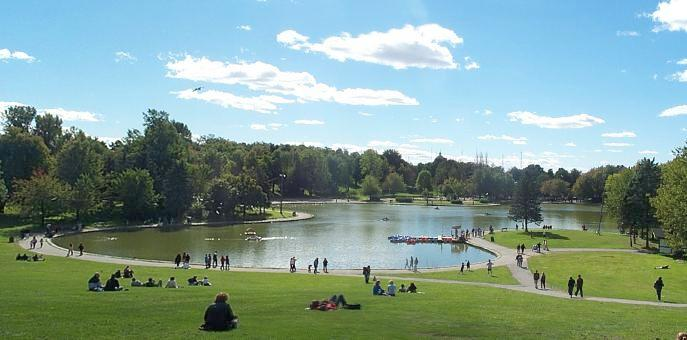
Lac aux Castors

Entlang dem Höhenzug, dem Stadtzentrum zugewandt, erstreckt sich der 190 Hektar große Parc du Mont-Royal, eine der größten Grünflächen der Stadt. Der bewaldete Park wurde von Frederick Law Olmsted angelegt, der sich bereits durch den Entwurf des New Yorker Central Parks einen Namen gemacht hatte. Die Eröffnung des Parks erfolgte im Jahr 1876. Inmitten des Parks liegt der künstlich angelegte See Lac aux Castors.
Die dem Stadtzentrum abgewandte Seite des Mont Royal wird von zwei Friedhöfen dominiert, dem Friedhof Mont-Royal im Stadtbezirk Outremont und dem Friedhof Notre-Dame-des-Neiges im Stadtbezirk Côte-des-Neiges–Notre-Dame-de-Grâce. Eine nordöstliche Fortsetzung des Parc du Mont Royal ist der Parc Jeanne-Mance. Der südwestliche Gipfel liegt in der Gemeinde Westmount und ist nach dieser benannt. Im Gegensatz zu den beiden anderen Gipfel ist er überbaut, mit Ausnahme des 20 Hektar großen Summit Park auf der Hügelkuppe.

## Sehenswürdigkeiten

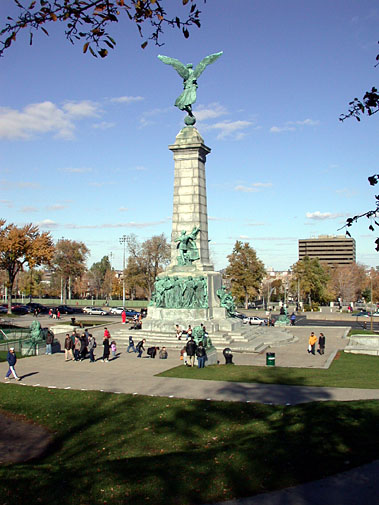
George-Étienne-Cartier-Monument

Von zwei Terrassen im Parc du Mont-Royal aus kann das gesamte Stadtzentrum überblickt werden. Bei einer dieser Terrassen steht das Chalet du Mont-Royal, ein markantes Gebäude im Beaux-Arts-Stil. Am nördlichen Ende des Parks steht das George-Étienne-Cartier-Monument, ein im Jahr 1919 errichtetes Denkmal, das an den bedeutenden Politiker George-Étienne Cartier erinnert. Das Monument ist darüber hinaus Schauplatz der Tam-Tams.
Außerhalb der Parks und Friedhöfe befinden sich an den Hängen des Mont Royal weitere Sehenswürdigkeiten. Dazu gehören das St.-Josephs-Oratorium, die McGill University mitsamt Lehrkrankenhäusern (darunter das Royal Victoria Hospital und das Hôpital général de Montréal), das Stade Percival-Molson, die Université de Montréal, die École polytechnique de Montréal sowie die Villenviertel von Westmount und Outremont.